# 费尔哈特·阿克巴斯
费尔哈特·阿克巴斯（Ferhat Akbaş，1986年4月12日—）是一名土耳其排球教練，他自2015年起開姑執教生涯。現時執教日本國家女子排球隊。

## 生涯
阿克巴斯在2004年起開始在加拉塔薩雷女排俱樂部裹擔任統計員，開始展開的技術人員職業生涯。直到2006年阿克巴斯轉到土耳其電信女排俱樂部擔任同一職位。並在2011年擔任球隊的助理教練。而當時球隊的主教練正是中國排球傳奇人物郎平。隨後，阿克巴斯跟隨郎平加盟到廣東恆大女子排球俱樂部，並奪得聯賽冠軍。
在完成在中國的工作後，他便回國擔任土耳其國家男子排球隊的助理教練。在接着的賽季，阿克巴斯獲邀擔任喬瓦尼·吉德提所執教的土耳其豪門瓦基夫銀行女排俱樂部的助理教練。同時他亦擔任由馬西莫·巴波利尼所執教的土耳其國家女子排球隊的助理教練。在2014年，時任土耳其國家女子排球隊主教練馬西莫·巴波利尼離任。阿克巴斯僅以28歲之齡接任主教練一職。由於其經驗尚淺阿克巴斯接任一年後便離開，前往海外學習。
離任後，阿克巴斯便前往日本擔任日本國家女子排球隊的助理教練，向中田久美學習。在2017至2021年其間，阿克巴斯分別在羅馬尼亞的卡布加勒斯特女排俱乐部及波蘭的波利采化工女排俱樂部擔任主教練一職。他也成功帶領兩支球隊獲得佳績。
在2021年，阿克巴斯獲土耳其豪門伊薩奇巴希女排俱樂部賞職，擔任球隊主教練一職。2022年，他克罗地亚排协已经达成合作擔任克羅埃西亞國家女子排球隊主教練一職。
2025年，阿克巴斯因獲日本排協邀請出任日本國家女子排球隊主教練，而辭任伊薩奇巴希女排俱樂部主教練。